# Bezkontaktní vestibulospinografie
Bezkontaktní vestibulospinografie je metodou objektivního vyšetření postojové rovnováhy, kterou poprvé použil a popsal Uchytil v 60. letech 20. století v tehdejším Československu.
Metoda se neujala, byla nahrazena počítačovou posturografií.